# Cestistica Azzurra Orvieto 2017-2018
Questa voce raccoglie le informazioni riguardanti la Cestistica Azzurra Orvieto nelle competizioni ufficiali della stagione 2017-2018.

## Stagione
La Cestistica Azzurra Orvieto sponsorizzata Ceprini Costruzioni, disputa nella stagione 2017-2018 la Serie A2 femminile.

## Verdetti stagionali
Competizioni nazionali
- Serie A2:

stagione regolare: 9º posto su 15 squadre (13-15);
play-off: quarti di finale persi contro Palermo (50-86).

## Organigramma societario
Area dirigenziale
- Presidente: Giampiero Giordano
- General Manager e Dirigente Responsabile: Paolo Egidi
- Segreteria e Sponsorizzazioni: Andrea Giacomini
- Responsabile Settore Giovanile: Massimo Romano
- Coordinatore Settore Giovanile: Francesco Tringali
- Responsabile Minibasket: Francesca De Fraia
- Comunicazione: Paolo Egidi

Area Tecnica
- Allenatore: Massimo Romano
- Vice Allenatore: Francesca De Fraia
- Addetto statistiche: Paolo Egidi
- Preparatore Atletico: Azzurra Gaglio
- Addetto Arbitri: Maurizio Campoli

Area Sanitaria
- Medico sociale: Giampiero Giordano
- Fisioterapista: Maurizio Saiu

## Rosa
|    | Naz.                                    | Ruolo | Sportivo               | Anno | Alt. |  |  |
| -- | --------------------------------------- | ----- | ---------------------- | ---- | ---- |  |  |
| 4  | Italia (bandiera)                       | P     | Rachele Porcu          | 1997 | 165  |  |  |
| 5  | Italia (bandiera)                       | P     | Selene Grilli          | 1999 | 162  |  |  |
| 6  | Italia (bandiera)                       | G     | Emma Coffau            | 1999 | 170  |  |  |
| 7  | Lituania (bandiera) · Italia (bandiera) | A     | Smiltė Petronytė       | 1998 | 186  |  |  |
| 8  | Italia (bandiera)                       | G     | Giovanna Granieri      | 1974 | 170  |  |  |
| 8  | Slovenia (bandiera)                     | G     | Eva Rupnik             | 1992 | 176  |  |  |
| 9  | Italia (bandiera)                       | P     | Irene Kolar            | 2000 | 162  |  |  |
| 11 | Italia (bandiera)                       | A     | Martina Lombardo       | 1996 | 173  |  |  |
| 12 | Italia (bandiera)                       | A     | Giulia Manzotti        | 1993 | 178  |  |  |
| 13 | Italia (bandiera)                       | A     | Rachele Boni           | 1999 | 183  |  |  |
| 17 | Italia (bandiera)                       | C     | Giorgia Manfrè         | 1992 | 184  |  |  |
| 20 | Italia (bandiera)                       | A     | Anna Bambini           | 1999 | 177  |  |  |
| 24 | Italia (bandiera)                       | G     | Cassandra Presta       | 2000 | 173  |  |  |
| 30 | Grecia (bandiera)                       | A     | Parthena Chrysanthidou | 1999 | 182  |  |  |
| 33 | Italia (bandiera)                       | G     | Margherita Monaco      | 1999 | 170  |  |  |

## Mercato
Riconfermate le giocatrici Giorgia Manfrè, Selene Grilli, Rachele Boni, Giulia Manzotti, e Margherita Monaco.
La società ha inoltre effettuato i seguenti trasferimenti:
| Acquisti | Acquisti                  | Acquisti             | Acquisti   |
| R.       | Nome                      | da                   | Modalità   |
| -------- | ------------------------- | -------------------- | ---------- |
| P        | Rachele Porcu             | PB63 Battipaglia     | definitivo |
| G        | Emma Coffau               | Sistema Rosa         | definitivo |
| A        | Smiltė Petronytė          | Virtus Basket Ariano | definitivo |
| G        | Giovanna Granieri Fiorini | -                    | definitivo |
| G        | Eva Rupnik                | ADBA                 | definitivo |
| P        | Irene Kolar               | Bull Basket Latina   | definitivo |
| A        | Martina Lombardo          | Lazur Catania        | definitivo |
| A        | Anna Bambini              | Bull Basket Latina   | definitivo |
| A        | Parthena Chrysanthidou    | Bull Basket Latina   | definitivo |

| Cessioni | Cessioni               | Cessioni        | Cessioni       |
| R.       | Nome                   | a               | Modalità       |
| -------- | ---------------------- | --------------- | -------------- |
| AC       | Gintarė Mažionytė      | Udominate Umea  | fine contratto |
| P        | Valentina Bonasia      | Pall. Broni     | fine contratto |
| A        | Azzurra Gaglio         | -               | ritiro         |
| G        | Giulia Colantoni       | Tigers RL Forlì | fine contratto |
| G        | Greta Brunelli         | USE Empoli      | fine contratto |
| G        | Mariafrancesca Falanga | -               | fine contratto |
| P        | Anna Bortolotti        | -               | fine contratto |
| P        | Vincenza Armenti       | -               | fine contratto |
| G        | Annabella Falanga      | -               | fine contratto |
| P        | Valentina Bonaccini    | -               | fine contratto |

## Risultati

### Campionato

#### Play-off Promozione

##### Quarti di finale
| Arbitri: | Riccardo Falcetto (Claviere) Cristina Mignogna (Milano) |

|            |          |                     |
| Verona 24  | Punti    | 13 Granieri Fiorini |
| Ferretti 8 | Assist   | 7 Porcu             |
| Ferretti 8 | Rimbalzi | 5 Petronytė         |

## Statistiche

### Statistiche di squadra
| Competizione | Punti | In casa | In casa | In casa | In casa | In casa | In trasferta | In trasferta | In trasferta | In trasferta | In trasferta | Totale | Totale | Totale | Totale | Totale | Totale |
| Competizione | Punti | G       | V       | P       | Ptf     | Pts     | G            | V            | P            | Ptf          | Pts          | G      | V      | P      | Ptf    | Pts    | Diff.  |
| ------------ | ----- | ------- | ------- | ------- | ------- | ------- | ------------ | ------------ | ------------ | ------------ | ------------ | ------ | ------ | ------ | ------ | ------ | ------ |
| Serie A2     | 26    | 14      | 8       | 6       | 914     | 903     | 14           | 5            | 9            | 779          | 923          | 28     | 13     | 15     | 1693   | 1826   | -133   |
| Play-off     |       | -       | -       | -       | -       | -       | 1            | 0            | 1            | 50           | 86           | 1      | 0      | 1      | 50     | 86     | -36    |
| Totale       | 26    | 14      | 8       | 6       | 914     | 903     | 15           | 5            | 10           | 829          | 1009         | 29     | 13     | 16     | 1743   | 1912   | -169   |

### Statistiche delle giocatrici
Campionato (stagione regolare, fase a orologio e play-out)
| Giocatrice                | Partite | Partite | Min. | Pun | Tiri da 2 | Tiri da 2 | Tiri da 2 | Tiri da 3 | Tiri da 3 | Tiri da 3 | Tiri Liberi | Tiri Liberi | Tiri Liberi | Rimbalzi | Rimbalzi | Rimbalzi | Palle | Palle | Stopp. | Stopp. | Ass | Falli | Falli | Val. |
| Giocatrice                | Pr      | PG      | Min. | Pun | R         | T         | %         | R         | T         | %         | R           | T           | %           | D        | O        | T        | P     | R     | S      | D      | Ass | F     | S     | Val. |
| ------------------------- | ------- | ------- | ---- | --- | --------- | --------- | --------- | --------- | --------- | --------- | ----------- | ----------- | ----------- | -------- | -------- | -------- | ----- | ----- | ------ | ------ | --- | ----- | ----- | ---- |
| Eva Rupnik                | 28      | 28      | 806  | 347 | 65        | 147       | 44        | 53        | 139       | 38        | 58          | 82          | 71          | 101      | 22       | 123      | 52    | 33    | 10     | 4      | 54  | 59    | 89    | 337  |
| Rachele Porcu             | 28      | 28      | 935  | 287 | 74        | 170       | 44        | 29        | 128       | 23        | 52          | 74          | 70          | 145      | 20       | 165      | 89    | 72    | 7      | 4      | 143 | 60    | 100   | 398  |
| Giorgia Manfrè            | 27      | 26      | 699  | 249 | 106       | 257       | 41        | 0         | 8         | 0         | 37          | 51          | 73          | 93       | 22       | 115      | 46    | 11    | 5      | 11     | 46  | 76    | 46    | 178  |
| Anna Bambini              | 29      | 29      | 673  | 142 | 59        | 136       | 43        | 1         | 4         | 25        | 21          | 32          | 66          | 101      | 64       | 165      | 40    | 25    | 8      | 13     | 17  | 70    | 26    | 179  |
| Parthena Chrysanthidou    | 28      | 28      | 540  | 142 | 59        | 145       | 41        | 1         | 3         | 33        | 21          | 30          | 70          | 74       | 36       | 110      | 33    | 13    | 2      | 4      | 14  | 50    | 31    | 132  |
| Martina Lombardo          | 25      | 25      | 383  | 128 | 24        | 74        | 32        | 21        | 60        | 35        | 17          | 27          | 63          | 45       | 7        | 52       | 21    | 12    | 4      | 5      | 14  | 38    | 25    | 74   |
| Giulia Manzotti           | 10      | 10      | 244  | 113 | 23        | 58        | 40        | 18        | 43        | 42        | 13          | 16          | 81          | 39       | 13       | 52       | 21    | 14    |        | 2      | 16  | 23    | 18    | 108  |
| Emma Coffau               | 27      | 27      | 469  | 95  | 15        | 48        | 31        | 17        | 64        | 27        | 14          | 21          | 67          | 18       | 8        | 26       | 17    | 9     | 6      | 2      | 18  | 32    | 20    | 28   |
| Giovanna Granieri Fiorini | 19      | 19      | 359  | 89  | 35        | 80        | 44        | 1         | 7         | 14        | 16          | 18          | 89          | 17       | 6        | 23       | 31    | 16    |        |        | 31  | 30    | 20    | 65   |
| Selene Grilli             | 27      | 26      | 360  | 70  | 13        | 51        | 25        | 11        | 36        | 31        | 11          | 15          | 73          | 28       | 8        | 36       | 23    | 18    | 1      | 1      | 20  | 39    | 30    | 45   |
| Smiltė Petronytė          | 26      | 22      | 238  | 50  | 15        | 67        | 22        | 0         | 2         | 0         | 20          | 34          | 59          | 30       | 10       | 40       | 15    | 5     | 3      | 4      | 1   | 29    | 26    | 11   |
| Irene Kolar               | 22      | 15      | 73   | 19  | 2         | 7         | 29        | 3         | 9         | 33        | 6           | 12          | 50          | 4        | 4        | 8        | 10    | 3     | 1      |        | 3   | 11    | 9     | 3    |
| Rachele Boni              | 2       | 2       | 8    | 8   | 2         | 2         | 100       | 1         | 3         | 33        | 1           | 2           | 50          | 2        | 1        | 3        |       |       |        |        |     | 2     | 1     | 7    |
| Cassandra Presta          | 17      | 7       | 45   | 4   | 1         | 5         | 20        | 0         | 4         | 0         | 2           | 2           | 100         | 4        | 3        | 7        | 3     | 2     | 1      | 1      | 2   | 2     | 2     | 4    |
| Margherita Monaco         | 5       | 2       | 3    | 0   | 0         | 1         | 0         | 0         | 1         | 0         |             |             |             |          |          |          |       |       | 1      |        |     |       |       | -3   |